# Episodi di Blake's 7 (prima stagione)
La prima stagione della serie televisiva Blake's 7 è stata trasmessa in anteprima nel Regno Unito dalla BBC1 tra il 2 gennaio 1978 e il 27 marzo 1978.
| nº | Titolo originale    | Titolo italiano | Prima TV Regno Unito | Prima TV Italia |
| -- | ------------------- | --------------- | -------------------- | --------------- |
| 1  | The Way Back        | inedito         | 2 gennaio 1978       | inedito         |
| 2  | Space Fall          | inedito         | 9 gennaio 1978       | inedito         |
| 3  | Cygnus Alpha        | inedito         | 16 gennaio 1978      | inedito         |
| 4  | Time Squad          | inedito         | 23 gennaio 1978      | inedito         |
| 5  | The Web             | inedito         | 30 gennaio 1978      | inedito         |
| 6  | Seek-Locate-Destroy | inedito         | 6 febbraio 1978      | inedito         |
| 7  | Mission to Destiny  | inedito         | 13 febbraio 1978     | inedito         |
| 8  | Duel                | inedito         | 20 febbraio 1978     | inedito         |
| 9  | Project Avalon      | inedito         | 27 febbraio 1978     | inedito         |
| 10 | Breakdown           | inedito         | 6 marzo 1978         | inedito         |
| 11 | Bounty              | inedito         | 13 marzo 1978        | inedito         |
| 12 | Deliverance         | inedito         | 20 marzo 1978        | inedito         |
| 13 | Orac                | inedito         | 27 marzo 1978        | inedito         |